# Sender São Tomé
Der Sender São Tomé ist eine Großsendeanlage des International Broadcasting Bureau (IBB) im Distrikt Cantagalo auf der Landzunge Ponta Praião an der Ostküste der Insel São Tomé, der Teil des Inselstaates São Tomé und Príncipe ist.

## Geschichte
Die Sendeanlage wurde noch zur Kolonialzeit von den portugiesischen Kolonialisten aufgebaut. Nach der Unabhängigkeit des Inselstaates von der Kolonialmacht Portugal im Jahr 1975 verfiel die Anlage mangels Wartung zusehends und stellte wenig später den Sendebetrieb endgültig ein.
Die Wiederinbetriebnahme ist eine Folge des beginnenden Bürgerkriegs in Liberia im Jahr 1990. Dort betrieb das IBB schon länger eine Großsendeanlage zur Versorgung weiter Teile Afrikas mit dem Programm der Voice of America, die jedoch infolge des Bürgerkriegs vollständig zerstört wurde. Auf der Suche nach einem Ersatzstandort stieß die Behörde auf die alte Sendeanlage in São Tomé und beschloss, diese wieder zu reaktivieren und fortan zu verwenden. Nachdem zunächst nur ein provisorischer Mittelwellensender in Betrieb genommen werden konnte, entstanden bis 1996 vier Kurzwellensender und eine komplett erneuerte Mittelwellensendeanlage. Die alte Mittelwellenantenne stürzte im Jahr 2003 aufgrund von Korrosion durch die salzhaltige Luft ein.

## Heutiger Betrieb
Auf Mittelwelle wird das Programm der Voice of America für Westafrika in den Sprachen Englisch, Hausa und Französisch auf der Frequenz 1530 kHz mit einer Leistung vom 600 kW ausgestrahlt. Zum Einsatz kommen zwei abgespannte selbststrahlende Sendemasten, die für eine ausgeprägte Richtwirkung nach Nordost sorgen; aus diesem Grund kann dieser Sender bei guten Bedingungen nachts auch in Europa gehört werden.
Für die Kurzwellenausstrahlungen wird ein System aus 18 Masten verwendet. Auf verschiedenen Frequenzen werden Programme für Afrika ausgestrahlt.